# Нирукта (веданга)
Нирукта (IAST: nirukta) — одна из шести веданг. В рамках нирукты изучается верная интерпретация слов ведийского санскрита в том или ином контексте и их происхождение.
Языком священных гимнов индуизма (Вед) являлся ведийский санскрит. С течением времени индийские разговорные языки значительно отдалились от санскрита, на котором были составлены сакральные тексты Вед во II тысячелетии до н. э. Даже жрецы-брахманы не всегда обладали полным пониманием ведийских гимнов. Необходимость избежать искажений в произношении и интерпретации сакральных текстов послужила причиной зарождения в I тысячелетии до н. э. индийской лингвистики, направленной на изучений ведийского санскрита как литературного языка. Одним из направлений лингвистики являлось изучение семантики, в том числе описание значений редких терминов из Вед.
Первые несистематические комментарии о значениях ведийских мантр встречаются в Брахманах. Около трёх тысяч лет назад появились первые словари с терминами из Вед — нигхантавасы. Наиболее значимые тексты и комментарии, посвящённые значениям слов, сформировали ведангу нирукта. Наиболее известным памятником нирукты является трактат Нирукта древнеиндийского лингвиста Яски, представляющая собой развёрнутый комментарий к Нигханту — глоссарию к священным гимнам Ригведы. Некоторые исследователи считают Нирукту Яски единственной работой в рамках нирукты. Другие также к нирукте относят сам список Нигханту и три комментария к Нирукте Яски.
Наблюдается тесная связь между различными ведангами, изучающими язык. В рамках нирукты, как и в рамках шикши изучались в том числе и вопросы грамматики. Именно Яска, в числе прочего, произвёл классификацию частей речи: имя, глагол, предлог или частица, а также выделил корень как значимую часть слова.